# Crónica de Muntaner

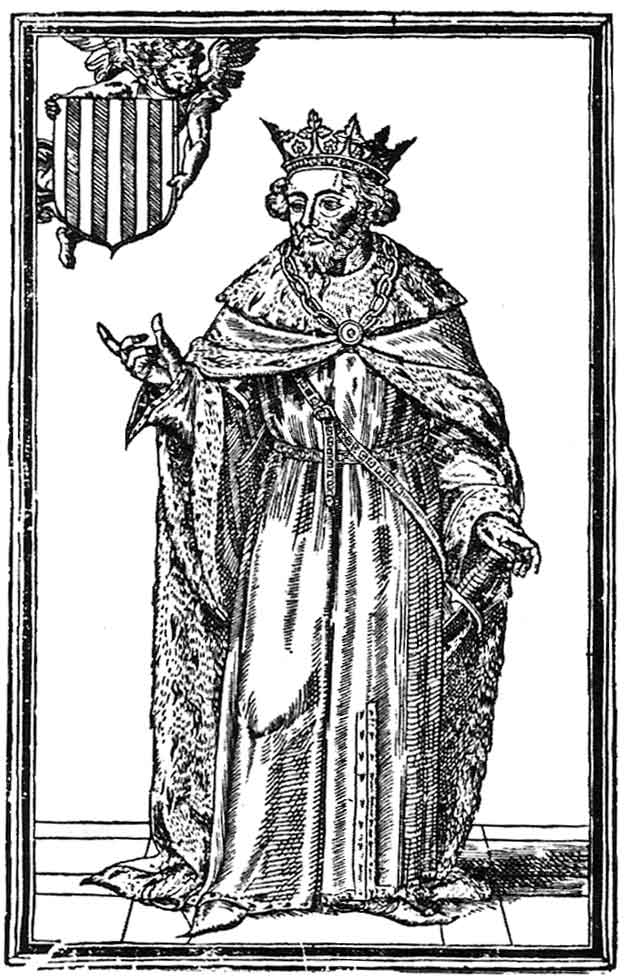
Retrato de Jaime I en la edición de 1557 de la crónica de Muntaner.

La crónica de Ramón Muntaner es la más larga de las cuatro grandes crónicas y comprende desde el engendramiento de Jaime I el Conquistador (1207) hasta la coronación de Alfonso el Benigno (1328). Fue escrita por el soldado y cronista Ramón Muntaner entre 1325 y 1332.
| Y cuando dichos oficiales, y el noble Berenguer Carrós y la compañía del señor Rey entraron en Caller, izaron en la torre de San Brancats un gran estandarte real del señor Rey, y luego en cada una de las otras torres otro estandarte y muchos pendones reales menores. Y por la gracia de Dios, antes de que dichas banderas y pendones fueran izados, no hacía nada de viento, pero en cuanto fueron izados, se levantó un viento suave del sudoeste, el más hermoso del mundo, que desplegó todas las banderas y pendones. Y fue la más hermosa visión que nunca tuvieron los que bien quieren a la Casa de Aragón. — Crónica de Ramon Muntaner, cap. 290 |

Muntaner mantuvo una relación personal con todos los reyes de la Casa de Aragón que fueron sus contemporáneos. Al escribir su obra, recurrió especialmente a los textos historiográficos para los temas sobre los reinados de Jaime I y Pedro el Grande. A partir de Alfonso el Franco su fuente casi exclusiva fue su propia experiencia.
La obra fue escrita para ser leída en voz alta. Siempre que se dirige a sus oyentes, suele nombrarles como "señores". Muntaner consigue establecer una comunicación directa con sus espectadores. Para ello utiliza técnicas típicas del juglar como la interrogación "què us diré?" ("¿qué os diré?") además de usar un lenguaje vivo y coloquial. Emplea expresiones populares y refranes, así como referencias a los libros de caballerías.
El objetivo fundamental de la obra es la de glorificar a los reyes de la Corona de Aragón. La sangre, un destino común y la lengua (a la que llama el bell catalanesc) son los elementos que integran la base de la comunidad aragonesa. La conciencia del peligro de división y el valor de la unión quedan también expresados en su crónica, especialmente en el ejemplo de la Mata de Jonc. La crónica de Muntaner es también un valioso testimonio sobre las expediciones de los almogávares con la Compañía Catalana